# Байконурская ТЭЦ
Байкону́рская ТЭЦ (каз. Байқоңыр жылу электр орталығы) — электростанция местного значения. Расположена в городе Байконур Кызылординской области. Принадлежит Государственному унитарному предприятию «Производственно-энергетическое объединение „Байконурэнерго“» (Россия). Выработанная станцией электроэнергия идёт на покрытие электрических нагрузок космодрома, азотно-кислородного завода и города. Входит в Единую Энергосистему (ЕЭС) Казахстана.

## История
Байконурская ТЭЦ была основана в 1958 году. Ранее планировалось строительство атомной электростанции. Недостаток электроэнергии поступал из систем «Южэнерго» и «Карагандаэнерго». Несмотря на это Байконур часто испытывал проблемы с электроснабжением.
В 1995 году на базе ТЭЦ было организовано российское ГУП «ПЭО „Байконурэнерго“».
В 2014 году из-за запрета вывоза нефтепродуктов из России в Казахстан на ТЭЦ возник недостаток топлива, что привело к проблемам с теплоснабжением в городе.

## Основные данные
Основные производственные показатели ТЭЦ:
- Установленная электрическая мощность — 48 МВт

Основной вид топлива, использующийся на станции — природный газ. Численность персонала — 255 человек.

### Оборудование
Состав парка оборудования:
- паровые котлы:
  - 3 котла марки БКЗ-50-39 (Барнаульский котельный завод) производительностью 50 тонн пара в час каждый[8];
  - 3 котла марки БКЗ-75-39ГМ (Барнаульский котельный завод) производительностью 50 тонн пара в час каждый[8];
  - 6 котлов марки ГМ-50-1 (Белгородский котельный завод) производительностью 75 тонн пара в час каждый[8].

Кроме того, имеется три пиковых водогрейных котла марки ПТВМ-50.
- турбины:
  - 4 паровые турбины марки ПТ-12-35/10М (Калужский турбинный завод)[8] общей установленной электрической мощностью 48 МВт[5].